# Hypericum mysorense
Hypericum mysorense är en johannesörtsväxtart som beskrevs av Heyne. Hypericum mysorense ingår i släktet johannesörter, och familjen johannesörtsväxter. Inga underarter finns listade i Catalogue of Life.